# Gauja
De Gauja (Estisch: Koiva jõgi) is een rivier in het noordoosten van Letland. Het is de voornaamste rivier van het landsdeel Vidzeme (Midden Lijfland). Het is de langste rivier die volledig op Lets grondgebied loopt, al vormt ze over een afstand van 20 km de grens met Estland. De Gauja is 452 km lang en mondt ten noordoosten van Riga, bij Carnikava, uit in de Golf van Riga. De rivier overbrugt een hoogteverschil van 234 m.
De Gauja ontspringt ten zuidoosten van Cēsis en loopt aanvankelijk in oostelijke richting. Ze buigt dan naar het noorden af en vormt tot voor Valka de grens met Estland om vanaf daar naar het zuidwesten richting Oostzee te stromen.
De voornaamste plaatsen aan de rivier zijn Valmiera, Cēsis en Sigulda. De beide laatste stadjes liggen in het Nationaal Park Gauja, dat in 1973 het eerste nationale park in Letland was. De zandstenen rotsformaties langs de rivier hebben dit gebied, en Sigulda in het bijzonder, de bijnaam het Lijflandse Zwitserland opgeleverd.
De historische (Baltisch-)Duitse naam van de rivier is Livländische Aa, niet te verwarren met de Kurländische Aa, waarmee de Lielupe werd aangeduid.